# España en el Festival de la Canción de Eurovisión 1962
España participó en el Festival de la Canción de Eurovisión 1962. El país fue representado por Víctor Balaguer con la canción "Llámame", elegida a través de una final nacional. 

## Final nacional
La final nacional tuvo lugar en los estudios de RNE en Barcelona y fue emitida por la radio, presentada por Federico Gallo. 16 canciones fueron presentadas en una semifinal el 5 de febrero, y 10 de ellas pasaron a la final del día 6. Víctor Balaguer fue proclamado ganador con "Llámame" por los votos de 10 estaciones de radio regionales.

### Resultados de la final
| #  | Canción               | Cantante        | Posición |
| -- | --------------------- | --------------- | -------- |
| 1  | "Que llueva"          | Dúo Juvens      | -        |
| 2  | "Grandioso"           | Víctor Balaguer | 3        |
| 3  | "Un viejo paraguas"   | Tonio Areta     | 2        |
| 4  | "Después de aquello"  | Lita Torelló    | -        |
| 5  | "Recuerdo"            | José Guardiola  | -        |
| 6  | "Nostalgia"           | José Guardiola  | -        |
| 7  | "Canto de un fracaso" | Tonio Areta     | -        |
| 8  | "Perdona Otelo"       | Raphael         | -        |
| 9  | "Llámame"             | Víctor Balaguer | 1        |
| 10 | "Huella de ti"        | Gelu            | -        |

## En Eurovisión
Víctor Balaguer fue el tercero en actuar, siguiendo a Bélgica y precediendo a Austria. No recibió ningún punto por su actuación, compartiendo el último puesto con Bélgica, Austria y los Países Bajos.